# Benjamin Maund

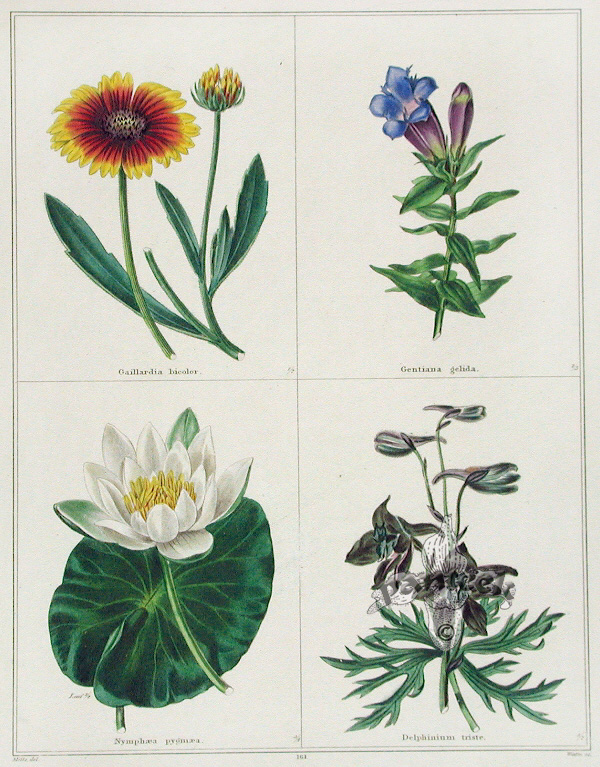
Plancha de 'The Botanic Garden', 1825

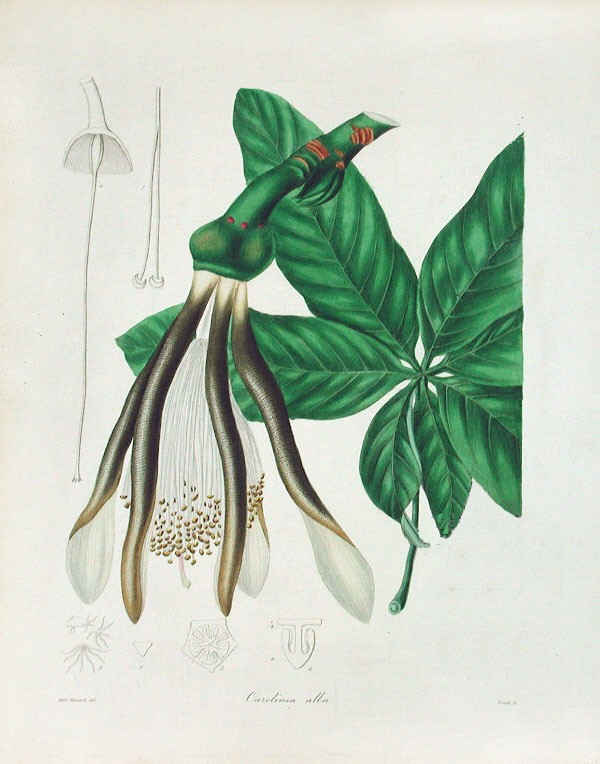
Pseudobombax grandiflorum - 'The Botanist'

Benjamin Maund (1790 - 1863) fue un farmacéutico, botánico, químico, encuadernador, impresor y librero inglés, miembro de la Sociedad linneana de Londres (desde 1827) y publicador del Botanic Garden y del The Botanist.
Sirvió en el Comité de la Sociedad de Historia Natural de Worcestershire donde inició una publicación botánica mensual.
En 1825, Maund inició la publicación de la revista de gran éxito: The Botanic Garden, de su prensa en Bromsgrove, Worcestershire. Los 13 volúmenes de ese periódico muestran y representan con gran delicadeza plantas con flores ornamentales cultivadas en los Royal Gardens, y fueron dedicados a la joven reina Victoria. Eminentes artistas botánicos como Augusta Innes Withers, Edwin D. Smith, Priscilla Susan Bury y la misma hija de Maund, contribuyeron en la obra; que fue publicada por Baldwin, Cradock & Joy de Londres. Una 'Edición de la Corona' especial, de la obra fue también publicada en donde cada hoja se desplegaba una sola especie en vez de cuatro como en la primera edición. Cada página tenía bordes decorados rematados por una corona. Fue publicado como un complemento de The Botanic Garden y fueron 70 ejemplares grabados, con el título de The Fruitist. Cada uno de ellos se hicieron con grabados coloreados a mano y con la descripción de una fruta en especial.

"Una obra deliciosa, llena no solo de notas informativas útiles y prácticas, sino la mayoría ilustrada con láminas cuidadosamente grabadas con encanto y en color"
Dunthorne, Great Flower Books

Maund y el Rev. John S. Henslow colaboraron en 1937, para producir The Botanist, una revista de botánica cuyo objetivo era educar a los jardineros. Se emitieron cinco volúmenes con lujosas ilustraciones de color a mano, donde Augusta Innes Withers una vez más fue la artista botánica más importante en contribuir. Las planchas fueron grabados por S Watts, Nevitt & Smith.

## Algunas publicaciones

### Libros
- 1825. Botanic garden, or, Magazine of hardy flower plants, cultivated in Great Britain ... Ed. Simpkin & Marshall. 300 pp.
- 1836. The botanic garden: Consisting of highly finished representations of hardy ornamental flowering plants, cultivated in Great Britain : with their names, classes, orders, history, qualities, culture and physiological observations, Volumen 6. Ed. Simpkin & Marshall en línea
- 1844. The book of hardy flowers, or, Gardeners' edition of the Botanic garden. Ed. R. Groombridge
- 1849. The auctarium of the botanic garden;: containing miscellaneous information, connected with the cultivation of a garden, and natural history. Ed. Simpkin & Marshall
- 1850. The botanic garden; representations of hardy ornamental flowering plants cultivated in Great Britain; with their names, classes [&c.]. [With] The floral register [and] The fruitist.
- 1851. Botanic garden, Volúmenes 7-13

- La abreviatura «Maund» se emplea para indicar a Benjamin Maund como autoridad en la descripción y clasificación científica de los vegetales.[6]